# André Paus
André Paus (nacido el 9 de octubre de 1965) es un exfutbolista y entrenador neerlandés que se desempeñaba como defensa.
Jugó para clubes como el Twente, Júbilo Iwata, Fujitsu y Heracles Almelo.

## Trayectoria

### Clubes como jugador
| Club            | País         | Año         |
| --------------- | ------------ | ----------- |
| Twente          | Países Bajos | 1985 - 1994 |
| Júbilo Iwata    | Japón        | 1994 - 1995 |
| Fujitsu         | Japón        | 1996        |
| Heracles Almelo | Países Bajos | 1997 - 1998 |

### Clubes como entrenador
| Club                     | País         | Año         |
| ------------------------ | ------------ | ----------- |
| VV WKE Emmen             | Países Bajos | 2006-2009   |
| SV Spakenburgo           | Países Bajos | 2009-2012   |
| FC Lienden               | Países Bajos | 2012-2013   |
| Vitesse Arnhem Sub-21    | Países Bajos | 2013-2014   |
| Valletta FC              | Malta        | 2013-2014   |
| Anorthosis               | Chipre       | 2014-2016   |
| Vitesse Arnhem (Scout)   | Países Bajos | 2016 - 2017 |
| AE Larisa                | Grecia       | 2017-2018   |
| EN Paralimni             | Chipre       | 2018-2019   |
| KVV Quick '20 (Interino) | Países Bajos | 2019        |
| Birkirkara FC            | Malta        | 2019-2022   |